# Pell City
La ville de Pell City est un des sièges du comté de Saint Clair, avec la ville d'Ashville, dans l'État de l'Alabama, aux États-Unis.

## Démographie
| 1900 | 1910 | 1920 | 1930 | 1940 | 1950  |
| ---- | ---- | ---- | ---- | ---- | ----- |
| 98   | 530  | 825  | 835  | 900  | 1 189 |

| 1960  | 1970  | 1980  | 1990  | 2000  | 2010   |
| ----- | ----- | ----- | ----- | ----- | ------ |
| 4 165 | 5 602 | 6 616 | 8 118 | 9 565 | 12 695 |

## Source
- (en) Cet article est partiellement ou en totalité issu de l’article de Wikipédia en anglais intitulé « Pell City, Alabama » (voir la liste des auteurs).